# L'Épreuve de force
Pour plus de détails, voir Fiche technique et Distribution.
L'Épreuve de force (The Gauntlet) est un film américain réalisé par Clint Eastwood, sorti en 1977.

## Synopsis
Ben Shockley est un inspecteur de police alcoolique de Phoenix. Il est chargé par son supérieur, le commissaire E. A. Blakelock, d'escorter un témoin-clef à partir de Las Vegas. Peu motivé, Ben Shockley doit ainsi ramener Augustina « Gus » Mally, emprisonnée pour racolage à Las Vegas. Cette dernière doit témoigner dans un procès à Phoenix, mais elle proteste car selon elle la mafia et des policiers corrompus sont prêt à tout pour la faire taire, ce dont Shockley blasé doute. Mais il découvre néanmoins que des paris sont placés sur "Mally la Tocarde" à 50 contre 1. Mally se révèle être une prostituée belliqueuse, ils prennent une ambulance où elle est attachée puis la voiture qu'ils allaient prendre explose. Les soupçons sont encore confirmés lorsque leur ambulance est attaquée. Chez Mally, Shockley contacte Blakelock pour obtenir une escorte policière.
Alors que Shockley réserve des billets d'avion sous un faux nom, la police de Las Vegas arrive, entoure et tire sur la maison de Mally, la détruisant entièrement. Mally et Shockley s'enfuient par les sous-sols et sont ensuite poursuivis à travers le pays sans assistance officielle, la police les considérant comme des fugitifs. Ils kidnappent un shériff local, qu'ils relâchent ensuite arrivés en Arizona. Ils sont témoins de son meurtre par plusieurs hommes armés de mitrailleuses à l'endroit du rendez-vous donné par Blakelock. Mally et Shockley dorment dans une grotte dans le désert où Mally explique alors qu'elle a des liens avec la mafia et est en possession d'informations incriminantes concernant une haute figure de la société. Le lendemain ils finissent par tomber sur une bande de motards, que Shockley menace de son revolver, puis abime leurs motos et s'enfuit avec une Harley-Davidson Super Glide avec Mally.
Blakelock se révèle vouloir la mort du couple parce que Mally connait sa vie secrète. Le procureur de district adjoint John Feyderspiel est impliqué dans le complot visant à tuer Shockley et Mally. Ils sont également les principaux suspects du meurtre du shériff.
Les deux se rendent dans une ville où Shockley et Mally sont pris en embuscade par un hélicoptère de police envoyé par Blakelock, qui les poursuit sur la route ouverte, leur tirant dessus d'en haut avec un fusil. Pendant la poursuite à grande vitesse, l'hélicoptère vole dans un ensemble de fils électriques et explose. Les deux abandonnent la moto endommagée et sautent dans un train, dans lequel, par coïncidence, roulent les deux mêmes motards dont ils avaient "emprunté" la machine. Les motards attaquent et agressent Shockley et tentent de violer Mally. Shockley, blessé, saisit son arme et soumet les motards, les faisant tomber ainsi que leur petite amie du train. Shockley et Mally se rendent compte que retourner à Phoenix serait un suicide, mais c'est le seul moyen de prouver leur innocence.
Les deux détournent un bus routier et l'équipent d'un ensemble d'armures grossières. Ils sont sur le point d'entrer à Phoenix lorsque Maynard Josephson, un vieil ami de Shockley, les avertit tous les deux d'un grand groupe de policiers armés  que Blakelock a mis en place pour les «accueillir» (en anglais The Gauntlet, c'est-à-dire le titre du film. En français, on parle du châtiment des baguettes). Josephson convainc Shockley de se rendre à Feyderspiel, qu'il pense être un juge honnête. Alors que le couple suit Josephson hors du bus, Josephson est abattu par des tireurs d'élite d'un bâtiment voisin et Shockley est touché à la jambe.
Sans autre option, les deux retournent au bus et entrent dans la ville. Le bus se fait tirer dessus alors qu'il parcourt les rues de la ville cerné de centaines d'officiers armés qui bordent les deux côtés de la route (The Gauntlet), jusqu'à ce qu'il atteigne les marches de l'hôtel de ville, finalement immobilisé. Les deux sortent du bus criblé et se rendent, mais Shockley utilise Feyderspiel comme bouclier, pour lui faire avouer que Blakelock et Feyderspiel sont tous les deux corrompus. Blakelock, enragé, ouvre le feu, tuant Feyderspiel et blessant Shockley. Blakelock est ensuite tué par Mally. Réalisant le crime de Blakelock et ayant été témoin de son meurtre gratuit de Feyderspiel, le reste des officiers rassemblés regardent Shockley et Mally s'éloigner en toute sécurité de l'hôtel de ville.

## Fiche technique
- Titre français : L'Épreuve de force
- Titre original : The Gauntlet
- Réalisation : Clint Eastwood
- Scénario : Michael Butler et Dennis Shryack
- Musique : Jerry Fielding
- Photographie : Rexford L. Metz
- Montage : Joel Cox et Ferris Webster
- Production : Robert Daley
- Société de production : The Malpaso Company
- Société de distribution : Warner Bros.
- Pays de production :  États-Unis
- Langue originale : anglais
- Genre : Action, Policier
- Budget : 5,5 millions de dollars[1]
- Format : Couleur (DeLuxe) - son stéréo
- Durée : 109 min
- Dates de sortie[2] :
  - États-Unis : 21 décembre 1977
  - France : 5 avril 1978
- Classification : 
  - États-Unis - Classification MPAA : R (Restricted) (certificat no 25016)[3]
  - France - Classification CNC : tous publics[Note 1] (visa d'exploitation no 48809 délivré le 10 janvier 1990)[4]
- Affiche : Bill Gold (États-Unis)

## Distribution
- Clint Eastwood (VF : Jean-Claude Michel) : Ben Shockley
- Sondra Locke (VF : Brigitte Morisan) : Augustina « Gus » Mally
- Pat Hingle (VF : Raoul Delfosse) : Josephson
- William Prince (VF : Louis Arbessier) : le commissaire E. A. Blakelock
- Bill McKinney (VF : Jacques Deschamps) : le policier en otage
- Michael Cavanaugh (en) (VF : Philippe Ogouz) : Feyderspiel
- Dan Vadis (VF : Serge Sauvion) : un motard
- Roy Jenson (VF : Jacques Richard) : un motard
- Carole Cook (VF : Paule Emanuele) : la serveuse
- Mara Corday (VF : Lily Baron) : la gardienne de prison
- Doug McGrath (en) (VF : Claude d'Yd) : Bookie, le guichetier
- Jeff Morris (VF : Albert Augier) : le sergent au bureau

## Production

### Développement
Le projet a été entre les mains du réalisateur Sam Peckinpah, puis de Walter Hill. Sam Peckinpah se concentrera finalement sur le film Le Convoi, qui sortira en 1978. Il revient finalement à Clint Eastwood, qui signe ici sa sixième réalisation.

### Attribution des rôles
Lorsqu'il était lié au projet, Sam Peckinpah voulait Kris Kristofferson pour le rôle principal masculin. Plus tard, Steve McQueen et Barbra Streisand sont annoncés pour tenir les rôles principaux, mais ne s'entendant pas ensemble, ils quittent tous deux le projet,.
Les rôles sont finalement repris par Clint Eastwood et Sondra Locke, qui tourne ici son deuxième film avec son compagnon, après Josey Wales hors-la-loi (1976) et avant Doux, Dur et Dingue (1978), Bronco Billy (1980), Ça va cogner (1980) et Le Retour de l'inspecteur Harry (1983).

### Tournage
Le tournage a lieu principalement à Phoenix et Las Vegas.
La scène finale est tournée avec de vrais policiers de Phoenix. Plus de 8 000 munitions seront utilisées pour les fusillades dans les rues de la ville.

## Accueil
Le film reçoit des critiques partagées. Sur l'agrégateur américain Rotten Tomatoes, il récolte 75 % d'opinions favorables pour 28 critiques et une note moyenne de 5,88⁄10. Sur Metacritic, il obtient une note moyenne de 59⁄100 pour 10 critiques.
Malgré des critiques plutôt mitigées, le film est l'un des succès au box-office de l'année 1977. Aux États-Unis, il récolte 26 414 658 $. En France, le film attire 591 487 spectateurs en salles.

## Autour du film
Ce film est considéré comme un anti-Inspecteur Harry. En effet Clint Eastwood incarne ici un flic raté qui passe ses soirées dans les bars et qui est réputé pour accomplir ses missions jusqu'au bout[source insuffisante].